# Voûte d'ogive

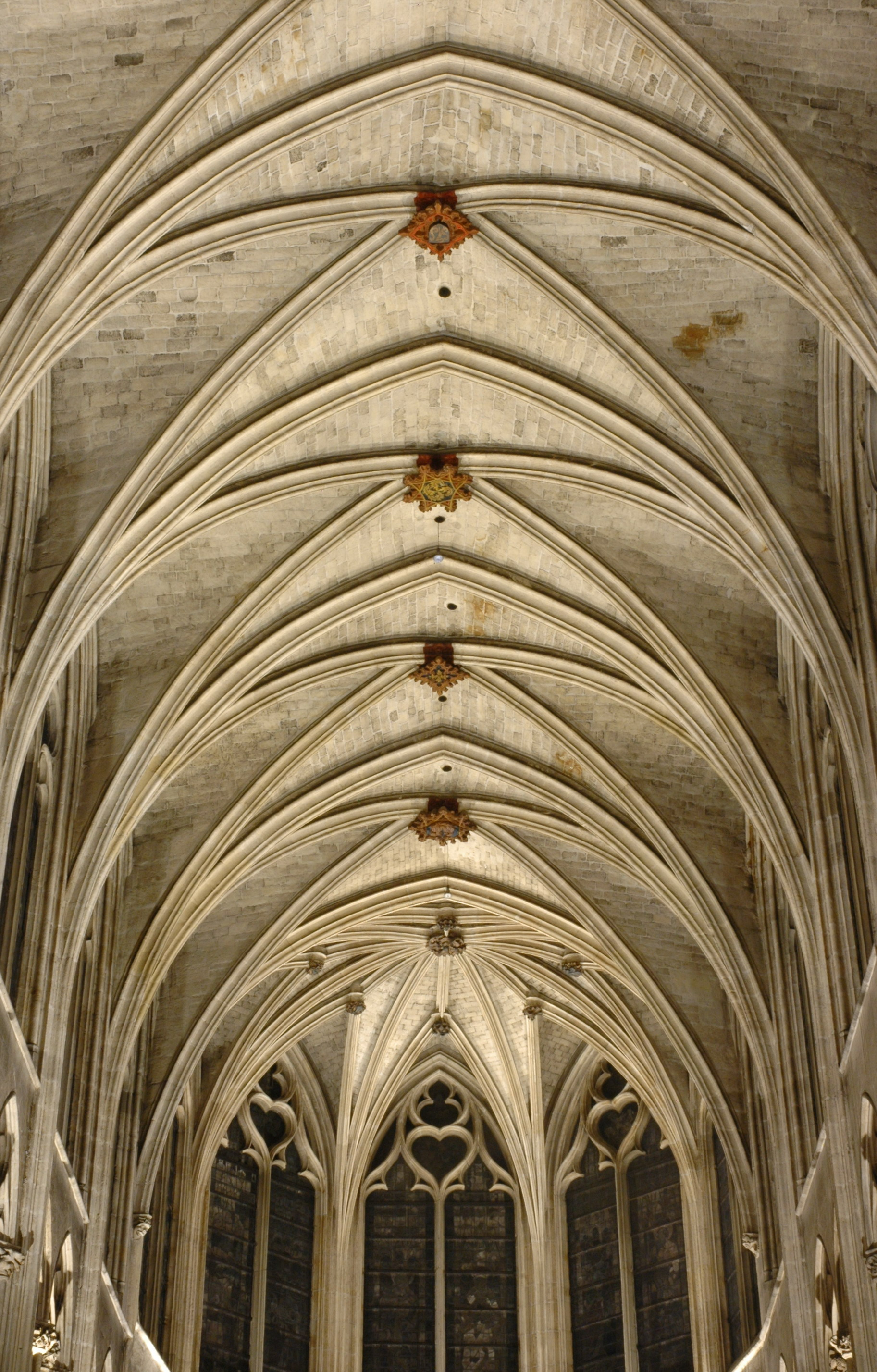
Voûte quadripartite de l'église Saint-Séverin de Paris

Une voûte d'ogive, plus correctement dite voûte sur croisée d'ogives, est un élément architectural en forme d'arc diagonal de renfort (nervure anciennement appelée ogive) bandé sous la voûte gothique, dont il facilite la construction et dont il reporte la poussée vers les angles, permettant d'ouvrir largement les murs latéraux. Élément fondamental dans l'architecture gothique, elle apparaît entre 1180 et 1220, et couvre d'abord les cathédrales d'Île-de-France. Elle découle de la voûte d'arêtes romane, que les maçons gothiques avaient renforcée en plus des arcs doubleaux et des formerets, par deux arcs diagonaux appelés ogives. Celles-ci appareillées sous les arêtes se croisent sous la clef de voûte, pour former la croisée d'ogives.

## Caractéristiques
La voûte d'ogives révolutionne véritablement l'architecture religieuse. La voûte d'ogive, issue de la voûte d'arêtes, consiste à construire des nervures qui reposent sur des piliers et qui se croisent à la clef de voûte puis à bâtir une voûte qui repose sur ces nervures. Formerets, doubleaux et ogives répartissent les poussées de la voûte qu'ils soutiennent non plus à l'époque romane sur toute la longueur des murs latéraux, mais sur des points porteurs parfaitement définis.
Il suffit donc d'opposer des arcs-boutants à ces points pour assurer la stabilité de l'édifice. Cette disposition offre de multiples avantages : elle permet de remplacer la plus grande partie des murs par des vitraux ; les tribunes qui, à l'époque romane, participaient au contrebutement, peuvent disparaitre, remplacées par les arcs-boutants ; toute structure d'épaulement étant rejetée à l'extérieur, un volume intérieur plus grand et moins compartimenté peut être dégagé ; les tribunes disparues, les bas-côtés peuvent gagner en hauteur et disposer, comme la nef, de baies plus grandes, laissant pénétrer plus de lumière.
Les poussées latérales engendrées par la voûte d'ogive nécessitent la mise en place des dispositifs de contrebutement (contreforts, arcs-boutants, etc.).

## Types de voûte
Deux grands types de voûte d'ogive sont distingués : 
- la voûte quadripartite : c'est le croisement de deux ogives, formant quatre voûtains et reposant sur quatre piliers ;
- la voûte sexpartite : c'est le croisement de trois ogives, formant six voûtains et reposant sur six piliers, quatre piles dites fortes, plus larges et épaisses et deux piles dites faibles, plus fines.

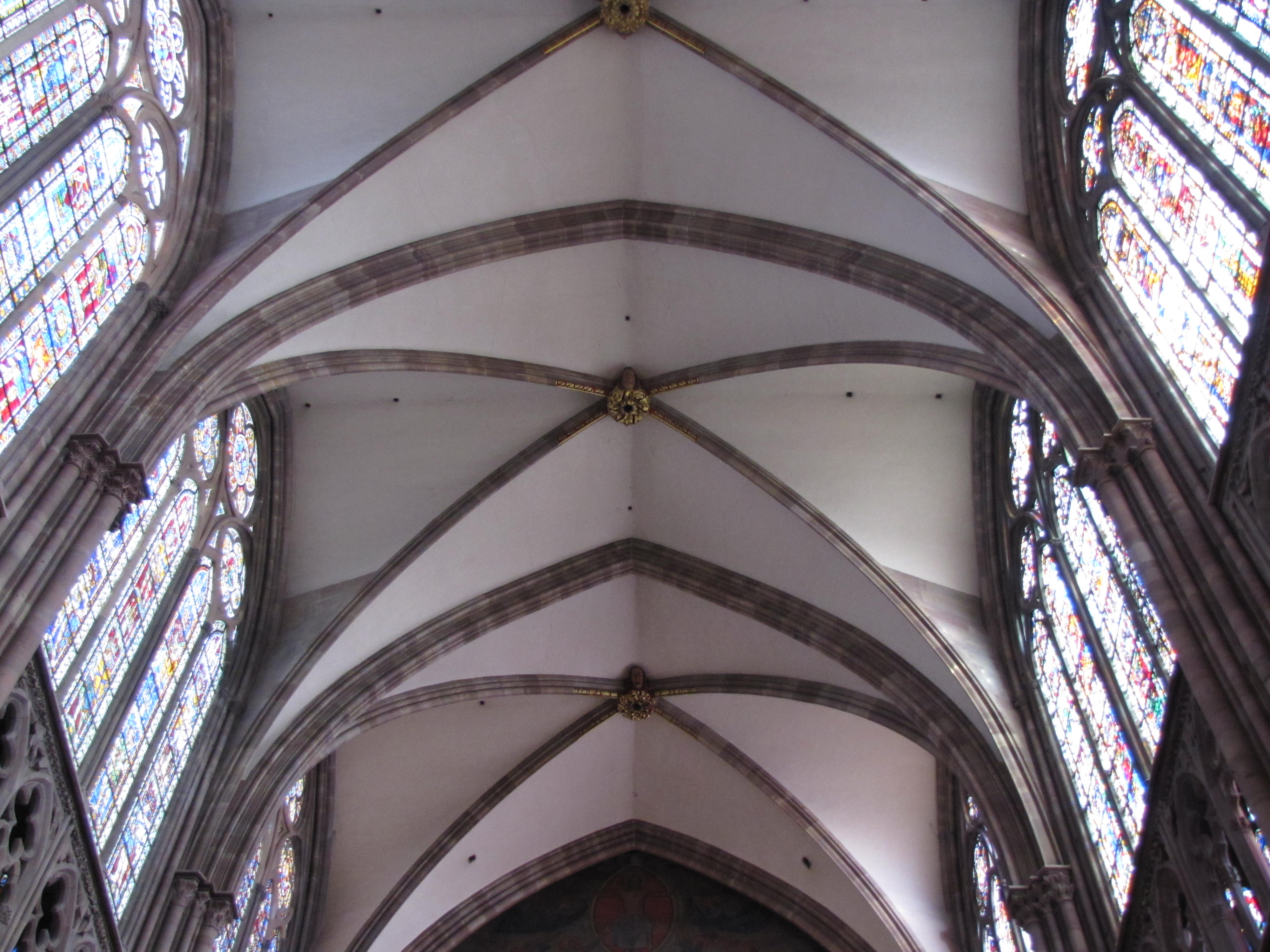
Voûte quadripartite, Cathédrale Notre-Dame de Strasbourg.
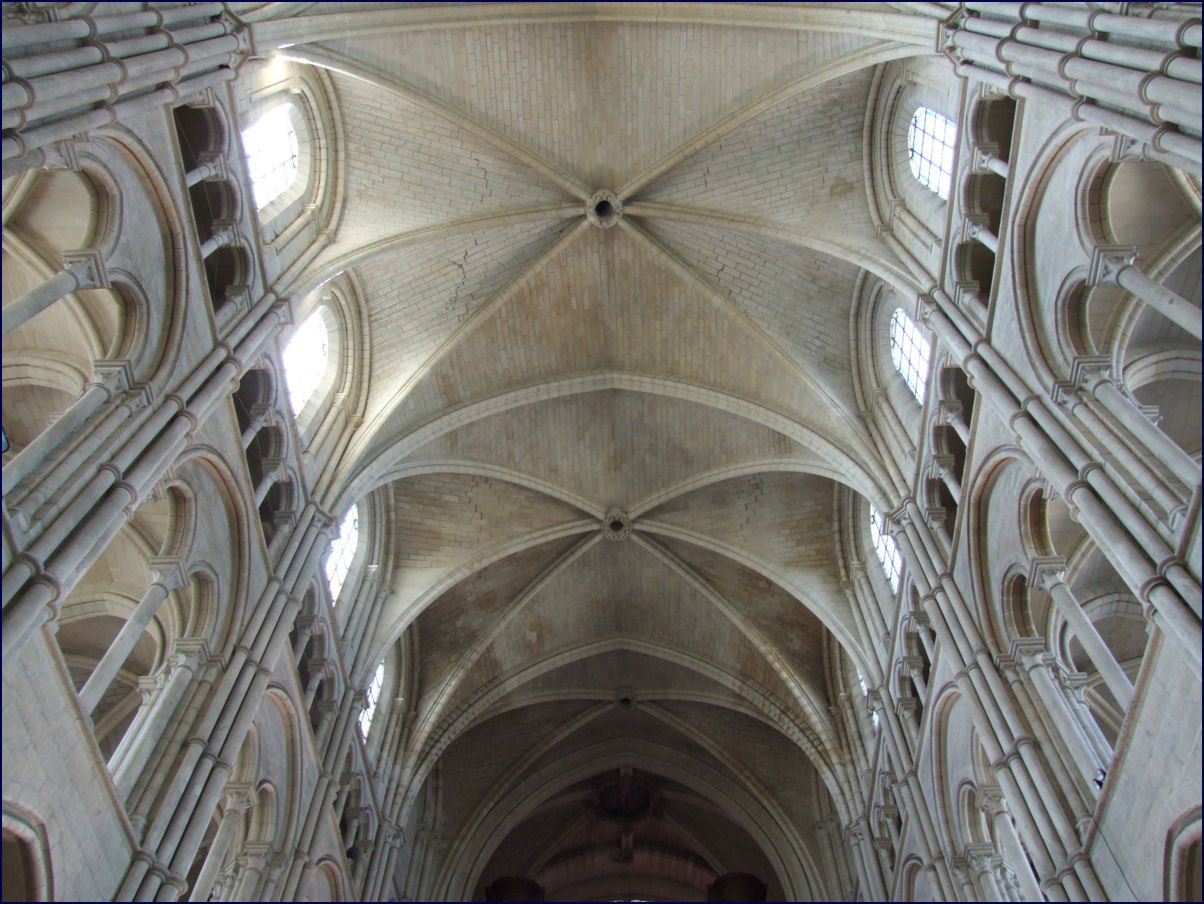
Voûte sexpartite, cathédrale Notre-Dame de Laon.

Les voûtes d'ogives se sont complexifiées dans le temps avec des voûtes à nervures multiples avec le développement des liernes et tiercerons :

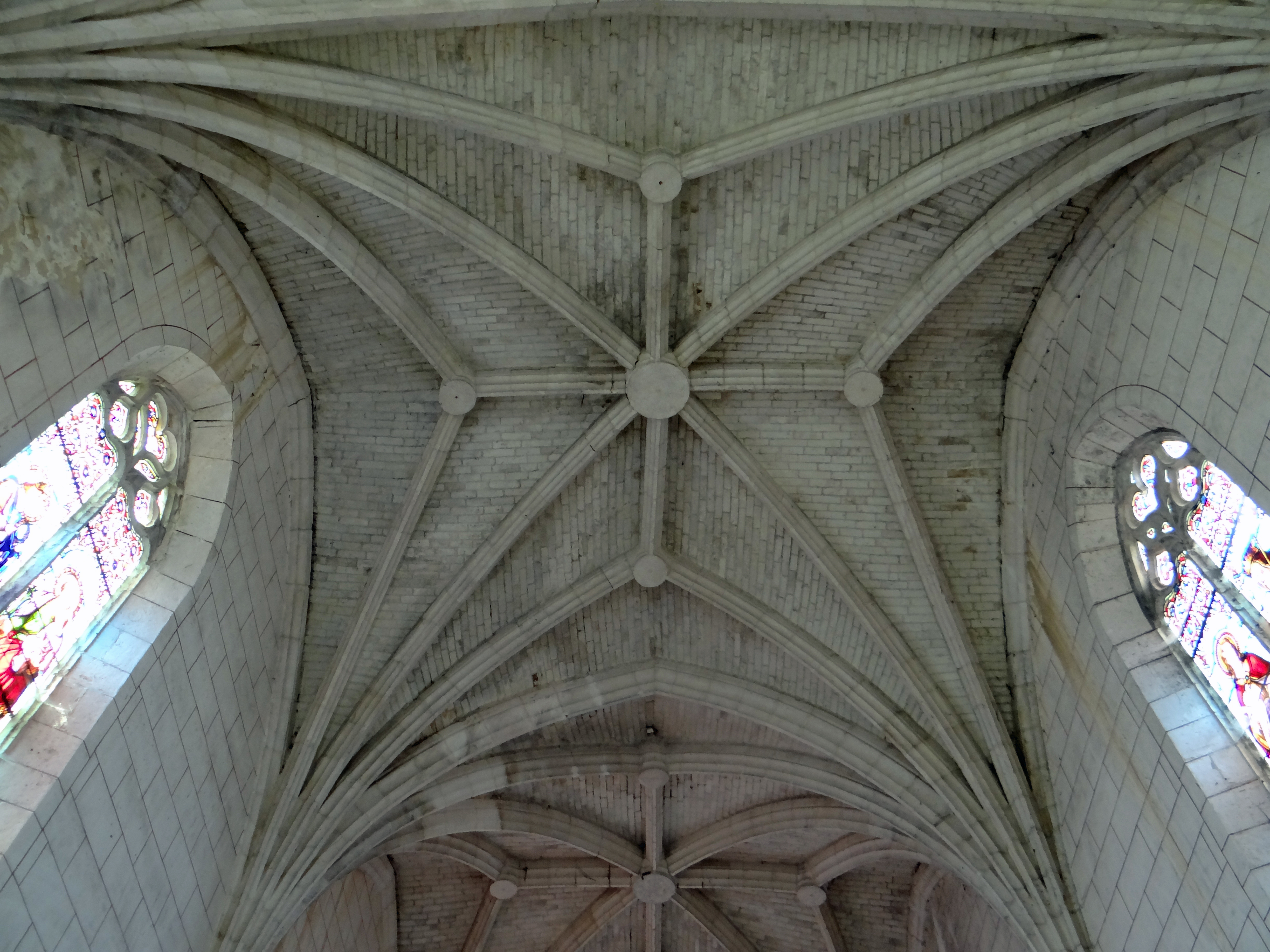
Voûte nervurée comme une voûte à arêtes triples, église Saint-Martin de Cahuzac.
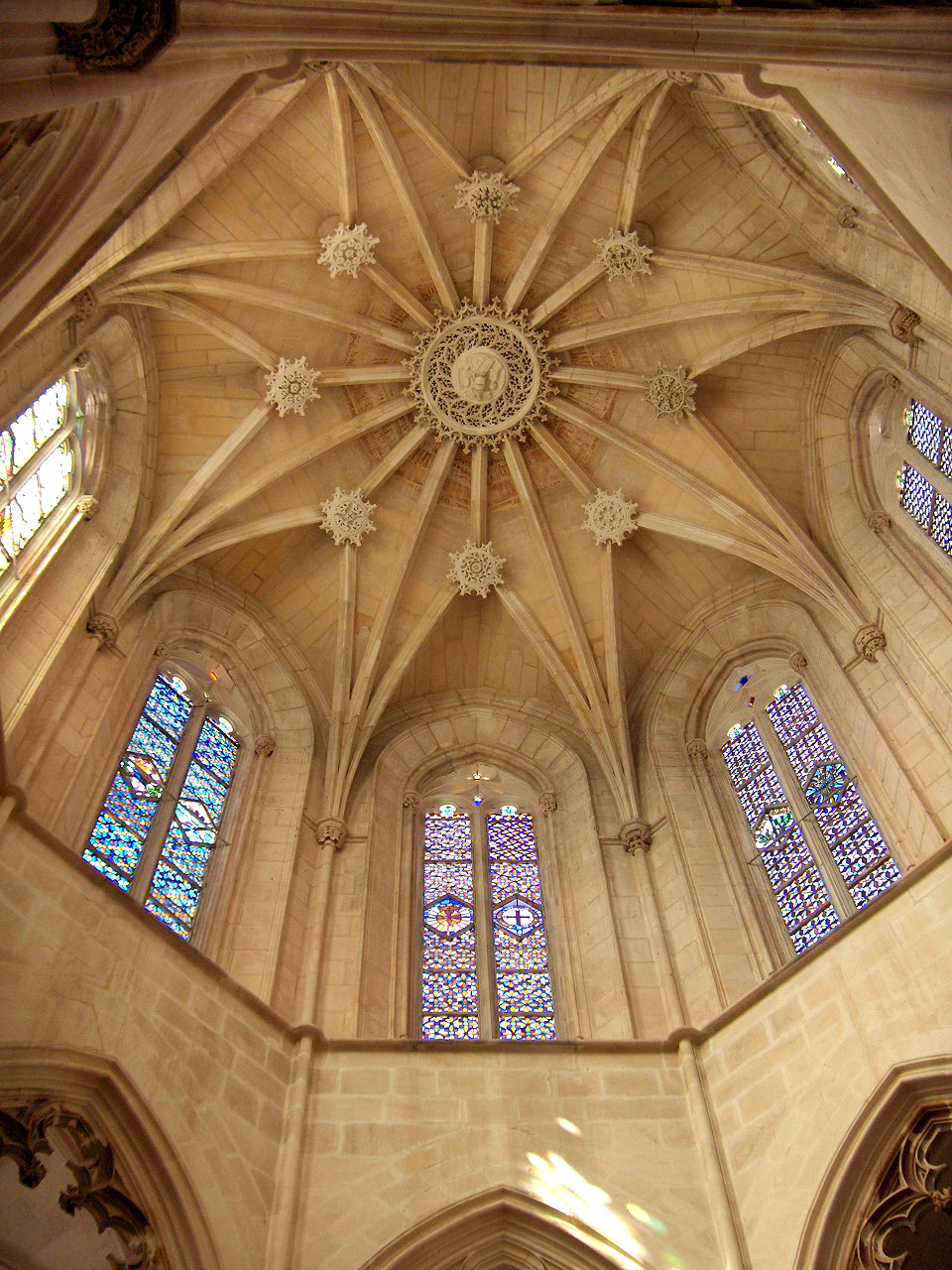
Voûtement à huit voûtes d'ogives à trois quartiers appareillés comme une voûte à arêtes triples, chapelle du fondateur au monastère de Batalha.